# Liste de ponts du Val-d'Oise
Cette page recense les ponts du Val-d'Oise en fonction de leur longueur et de leur intérêt architectural ou historique.

## Ponts de longueur supérieure à 100 m
Les ouvrages de longueur totale supérieure à 100 m du département du Val-d’Oise sont classés ci-après par gestionnaires de voies.

### Routiers
- Viaduc de Gennevilliers sur l'autoroute A15

### Ferroviaires
- Viaduc de Cergy

## Ponts de longueur comprise entre 50 m et 100 m
Les ouvrages de longueur totale comprise entre 50 et 100 m du département du Val-d’Oise sont classés ci-après par gestionnaires de voies.

## Ponts présentant un intérêt architectural ou historique
Les ponts du Val-d’Oise inscrits à l’inventaire national des monuments historiques sont recensés ci-après.
- Pont - Frouville - XIXe siècle
- Pont du Vieux Gué - Goussainville - XVIIIe siècle
- Pont de l'Union - Labbeville - XIXe siècle
- Pont - Louvres - XVIIIe siècle
- Pont d'Aveny sur l'Epte - Montreuil-sur-Epte - XVIIIe siècle
- Pont - Nesles-la-Vallée - XIXe siècle
- Pont - Valmondois - XIXe siècle

## Sources
Base de données Mérimée du ministère de la Culture et de la Communication.